# Real Club Náutico de Arrecife

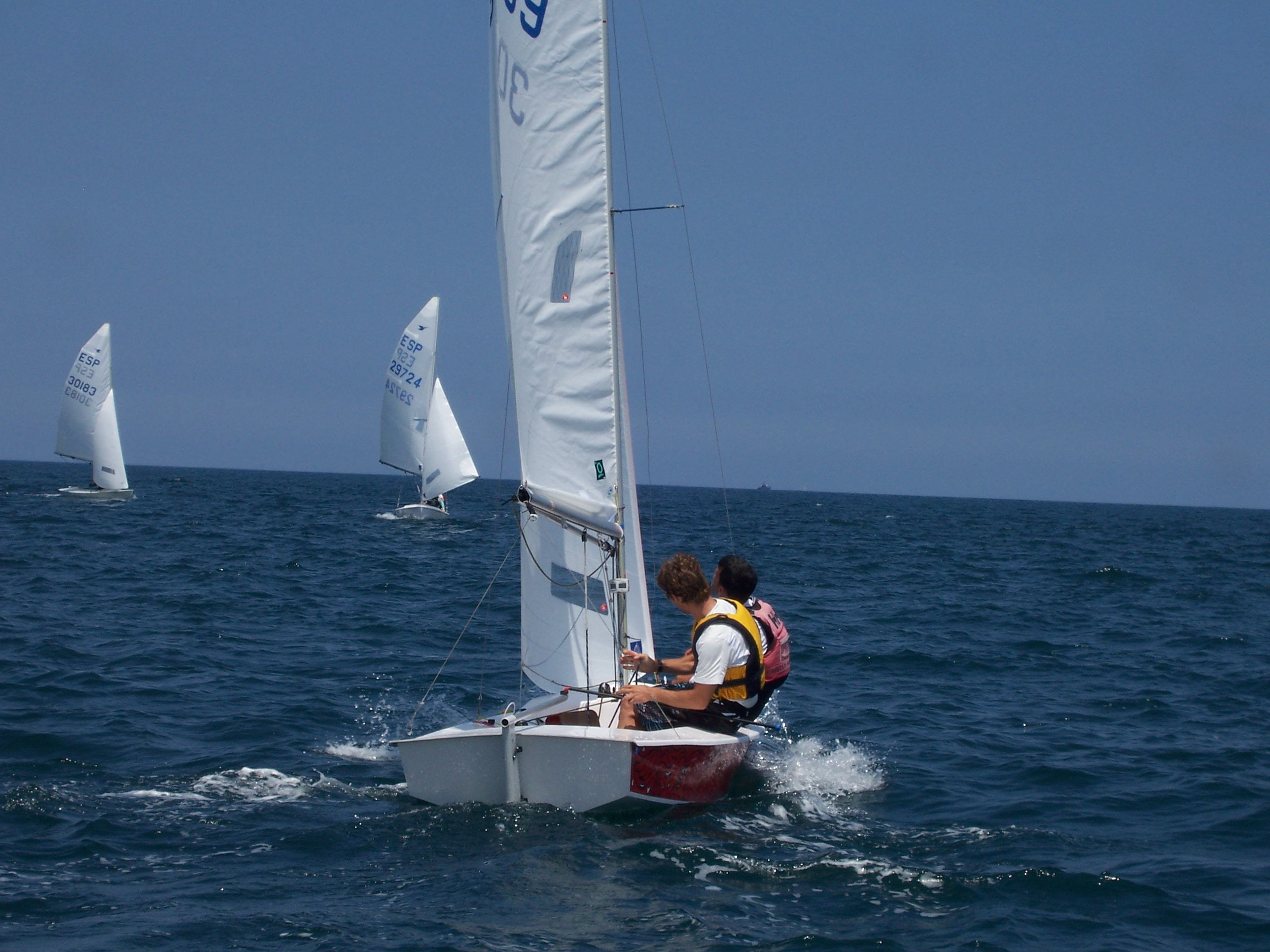
Aureliano Negrín y Oliver Herrera Pérez, del RCNA

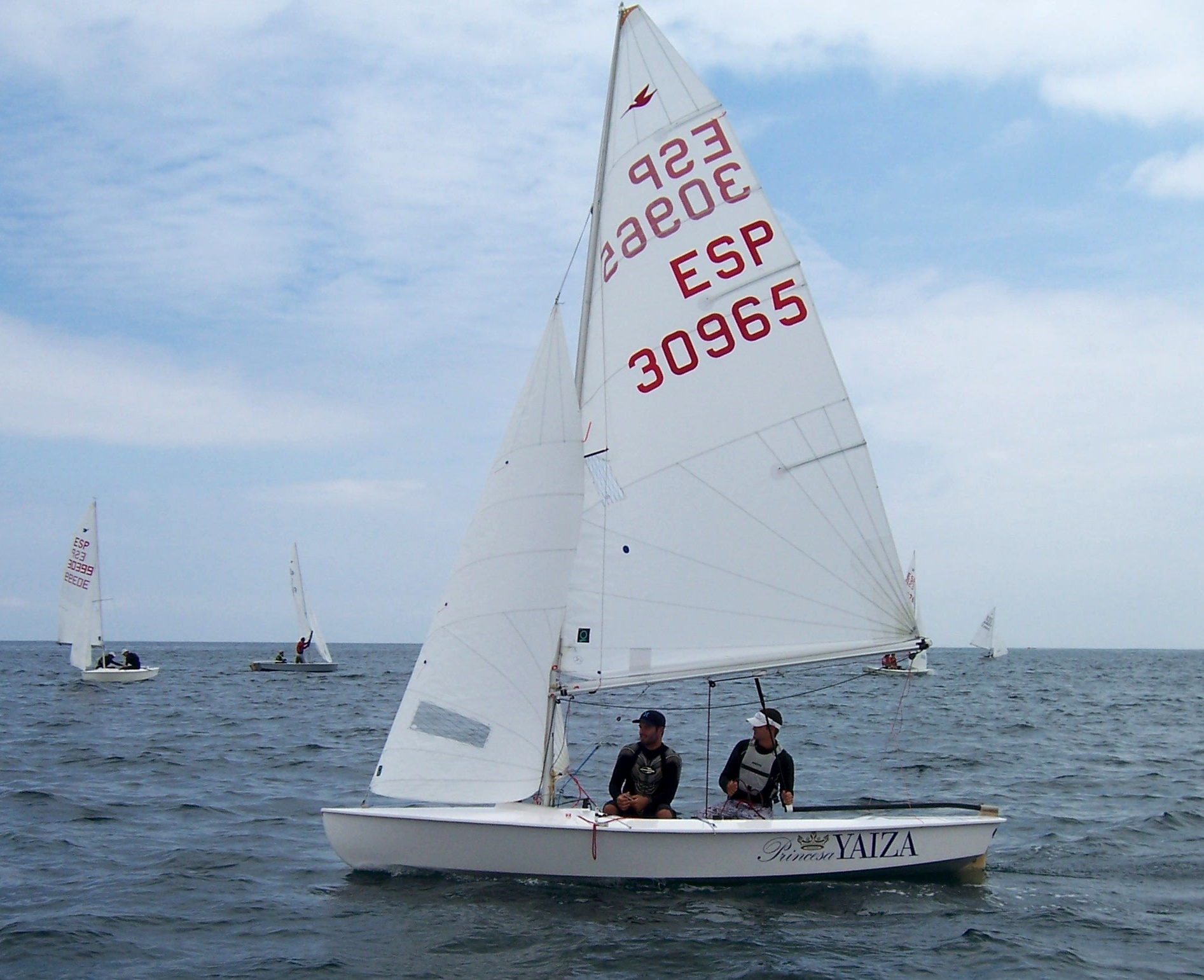
Rayco Tabares y Gonzalo Morales, del RCNA

El Real Club Náutico de Arrecife (RCNA) es un club náutico español con sede en la ciudad de Arrecife, Lanzarote (España).
Pertenece a la Asociación Española de Clubes Náuticos.

## Historia
Se fundó como club social con el nombre de Casino de Arrecife en el siglo XIX, pudiendo documentarse su existencia en 1872. Su primera actividad náutica se realiza en 1947, al organizar la primera edición de la regata de San Ginés. En 1960 se muda de su sede fundacional (edificio que actualmente ocupa la Casa de La Cultura Agustín de La Hoz) a su actual ubicación, con acceso al mar, y en 1963 cambia de denominación a Casino Club Náutico de Arrecife. En 2003 es admitido en la Asociación Española de Clubes Náuticos y el 18 de marzo de 2010 cambia de nuevo de denominación, a la actual de Real Club Náutico de Arrecife, tras la concesión del título de Real por parte del rey Juan Carlos I.

## Publicaciones
Desde 2001 el RCNA publica "El Islote", boletín de información del club.

## Deportistas destacados
Entre los deportistas del club destacan los patrones campeones de España de la clase Snipe Aureliano Negrín, con cinco victorias (1998, 1999, 2001, 2002 y 2004), Rayco Tabares, con cuatro (2008, 2010, 2011 y 2016) y Pedro Ferrer con una (1988). Aureliano Negrín, además, ganó el campeonato de Europa de la clase snipe en 1998 y Rayco Tabares el campeonato del mundo de la clase J/80 en 2009, 2015, 2016, 2017 y 2018. Alfredo González y Cristian Sánchez ganaron el campeonato del mundo de la clase Snipe en 2022.